# Klaas Wit
Klaas Wit (* 16. April 1936; † 9. August 2020 in Zaandam) war ein niederländischer Jazz- und Unterhaltungsmusiker (Trompete, Flügelhorn, auch Kornett und Bassposaune).

## Leben und Wirken
Wit lernte ab dem Alter von 18 Jahren in einer Fanfare in Zaandam Trompete. Eigentlich wollte er Saxophonunterricht haben, aber dafür waren keine freien Plätze vorhanden. Dann spielte er bis 1960 mit den New Orleans Syncopators, mit denen es auch zu ersten Aufnahmen kam, und dann mit Ted Easton, den Dixieland Pipers und der Beale Street Jazz Band. Dann war er wieder bei Ted Easton in dessen Jazzclub New Orleans in Scheveningen tätig und bei Bertil Peereboom Voller.
Obwohl er keine formelle musikalische Ausbildung hatte, wurde Wit 1970 Berufsmusiker; er spielte zunächst beim Musical Hair. Dann wurde er Studiomusiker bei den Rundfunkanstalten in Hilversum und spielte ab 1971 im Tanzorchester der VARA unter der Leitung von Charlie Nederpelt. Mit seiner eigenen Combo begleitete er Willem Duyn bei seiner Aufnahme von Angelina / Oh Mama für Philips (1981). 
Wit spielte auch in mehreren kleinen Combos mit Rob Madna, Frans Elsen, Rob Agerbeek, Dim Kesber und Frits Kaatee sowie im Orchester von Rogier van Otterloo. Er trat häufig bei den Skymasters und im Metropole Orkest auf. Er war auch Mitglied der Michael Mill Company von Peter Bochem in der TROS-Radiosendung Toerja Toernee. Zur Dutch Swing College Band gehörte er zwischen 1990 und 1995 und ist auf deren Alben The Joint Is Jumpin'! (1993) und Swinging Favourites of ’45 (1995) zu hören. Zwischen 1956 und 1995 war Wit im Bereich des Jazz an insgesamt 49 Aufnahmen beteiligt, unter anderem mit Nat Gonella, mit Johnny Meijer und mit Dim Kesber. Wit starb in einem Pflegeheim nach längerem Leiden.